# 遠別ラジオ中継局

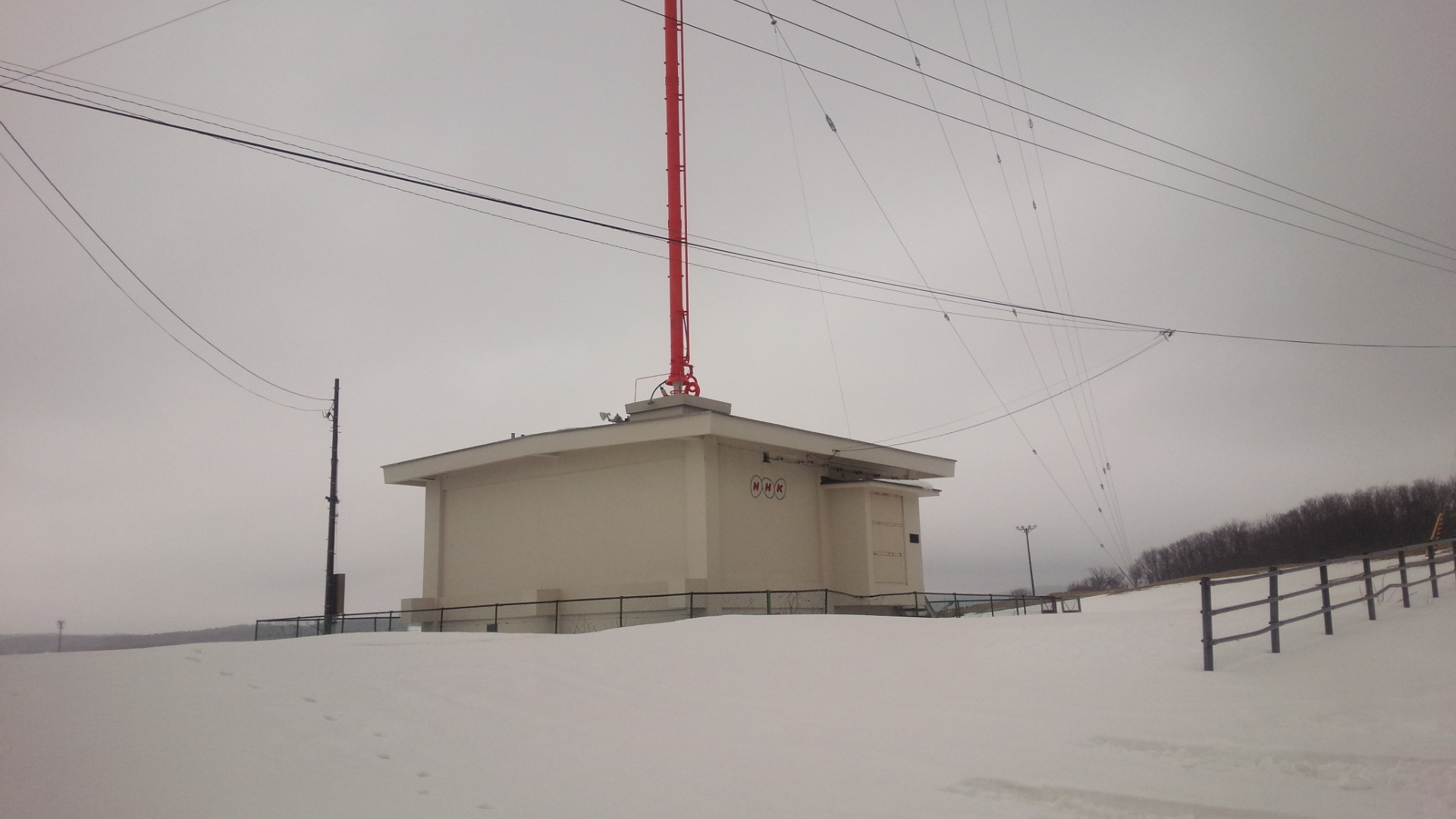
遠別ラジオ中継放送所（NHK）

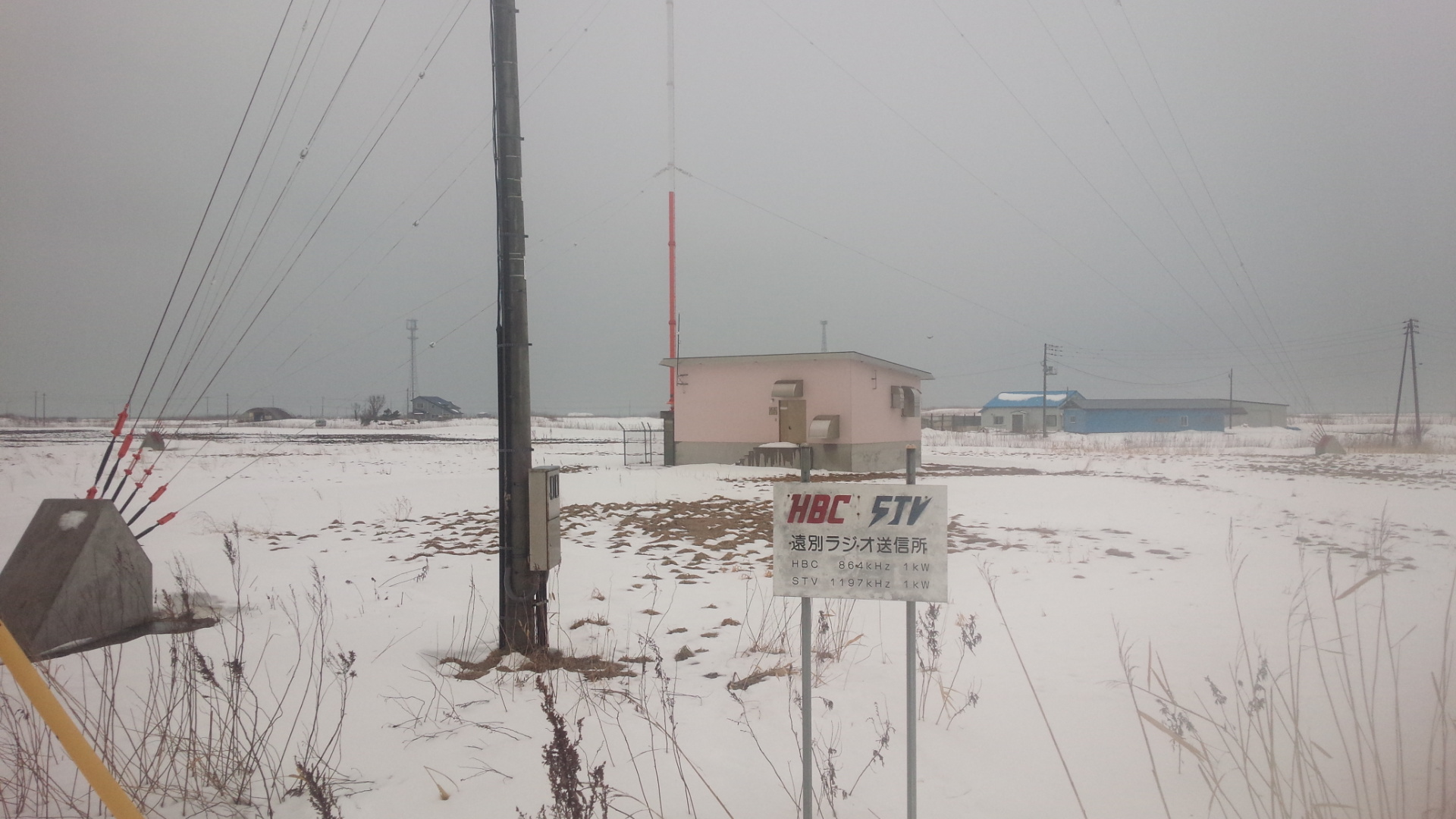
遠別ラジオ送信所（STVラジオ・HBCラジオ）

遠別ラジオ中継局（えんべつラジオちゅうけいきょく）は、北海道天塩郡遠別町にあるNHK旭川放送局、北海道放送（HBCラジオ）およびSTVラジオ（保守管理は親会社の札幌テレビ放送）の中波放送中継局の総称。送信施設としての名称は、NHKが遠別ラジオ中継放送所、HBCとSTVが遠別ラジオ送信所である。

## 概要
遠別町をはじめ近隣自治体では民放中波ラジオ放送が良好に受信できなかったことから、遠別町が事業主体となり公共投資による電気通信格差是正事業として、経費を郵政省（当時）・北海道・遠別町が負担して、HBCとSTVの中継局が遠別町字北浜に建設された。なお、HBC・STVの中波ラジオ中継局では当中継局が現時点で最後の開局である。
現在は、遠別町、苫前町、羽幌町、初山別村、天塩町、幌延町及び中川町が経費を負担して、維持管理は遠別町が担当している。

## 中継局概要
| 周波数 （kHz） | 放送局名       | 空中線 電力 | 放送対象地域                        | 放送区域 内世帯数 | 開局日          |
| -------------- | -------------- | ----------- | ----------------------------------- | ----------------- | --------------- |
| 792            | NHK 旭川第1    | 1kW         | 道北圏（上川・留萌・ 宗谷・北空知） | -                 | 1961年 12月28日 |
| 864            | HBC 北海道放送 | 1kW         | 北海道                              | 23,103世帯        | 1998年 9月29日  |
| 1197           | STV ラジオ     | 1kW         | 北海道                              | 22,388世帯        | 1998年 9月29日  |
| 1602           | NHK 旭川第2    | 1kW         | 全国                                | -                 | 1961年 12月28日 |

- HBCラジオ・STVラジオは共同使用となっている。

## 受信エリア
- 原則として留萌中部および留萌北部・宗谷南部、上川北部。